# Triolena asplundii
Triolena asplundii är en tvåhjärtbladig växtart som beskrevs av John Julius Wurdack. Triolena asplundii ingår i släktet Triolena och familjen Melastomataceae. IUCN kategoriserar arten globalt som starkt hotad.
Artens utbredningsområde är Ecuador. Inga underarter finns listade i Catalogue of Life.